# La Croisière des oubliés
La Croisière des oubliés est un album de bande-dessinée fantastique paru en 1975. C'est la première partie de la trilogie Légendes d'aujourd'hui, dont les albums ont des histoires autonomes. Cet album se découpe en deux parties. La première étant la naissance de la légende; puis la seconde étant la façon dont fut racontée la croisière des oubliés.

## Synopsis

### Prélude
Dans un manoir quelque part dans Paris, haut lieu des révolutions françaises de 1789, 1848 et 1968 puis hôtel particulier avant de tomber en ruine, se retrouve des personnalités de la DST, des RG, du Quai d'Orsay et de la SDECE pour étudier le cas d'un individu mystérieux connu sous le nom de code 50/22 B. Grâce à des documents archivés, les officiers du renseignement retracent la vie de cet individu. Celui-ci a fréquenté, quand il était adolescent, le quartier latin de Paris, il a également été proche du groupe socialiste de l’époque et il a montré un intérêt évident pour la sorcellerie. Plus tard, on le retrouve entre autres documents sur des archives photo dans des groupes de soutien au FLN, dans le ghetto de Watts à Los Angeles, aux côtés de Che Guevara ou dans le SDS allemand. Avant de pouvoir continuer, le manoir s'effondre avec tous les officiers du renseignement qui se retrouvent envoyés dans une réalité parallèle. Seuls le nouvel huissier et la serveuse arrivent à s'enfuir.

### La légende
Un matin comme les autres, les habitants du village de Liternos dans les Landes se réveillent et découvrent que chacune de leurs maisons s’est déracinée de la Terre et vole, seul l’ancien clocher reste rattaché à la Terre. Puis petit à petit celui-ci se déracine de la surface de la terre et alors la totalité du village vole. Les habitants se demandent quelle peut être la cause de ce phénomène mystérieux et ils soupçonnent le camp militaire d’à côté de chez eux d’y être pour quelque chose. Ainsi, les avis divergent. Certains dénoncent les militaires, d'autres les défendent. Le village se met alors à survoler peu à peu toute la région pour arriver au bassin d’Arcachon et les villageois sont plutôt heureux d’avoir l’opportunité de voyager et de découvrir la région. Pendant ce temps-là, les soldats du camp militaire – à l’origine de ce phénomène – observent l’avancée de l’expérience lorsque ceux-ci se transforment petit à petit en monstres répugnants. Ce village volant commence alors à faire parler de lui et c’est alors que le camp militaire appelle les officiers du renseignement à Paris en leur demandant comment ils pourraient faire pour arrêter cela. Le général de l’armée se rend alors sur Liternos pour demander au maire qui est le responsable de tout cela. Il se trouve que l'origine de ce phénomène serait ce fameux 50/22b, le militant recherché que l'on peut voir dans la première partie. On ne saura finalement pas l'identité de cet homme qui arrivera comme toujours à échapper aux autorités.

## Interprétation
On peut retrouver dans cet album engagé une critique du militarisme et un propos écologiste, et antiproductiviste. Il s'inscrit dans une période post-mai 68 et les analogies sont nombreuses avec la lutte du Larzac qui est nommément citée dans l'ouvrage. L'ouvrage mentionne également la lutte pour les centres d'avortements clandestins, pour les révoltes de prisonniers ou contre l'implantation de centrales atomiques à travers le curriculum vitae de 50/22 b, que les personnages politiques désignent comme « une anthologie de la contestation imbécile ».